# Vechea bazilică Sfântul Petru
Vechea bazilică Sf. Petru a fost o construcție situată, din secolul IV până în secolul XVI, pe locul actual al Bazilicii Sf. Petru. Construcția bazilicii deasupra Circului lui Nero, unde a avut loc martiriul Sfântului Petru, și a cimitirului adiacent, a început în timpul domniei împăratului Constantin cel Mare. Numele de „vechea basilică” a fost folosit încă de la construirea basilicii actuale, pentru a deosebi cele două clădiri.

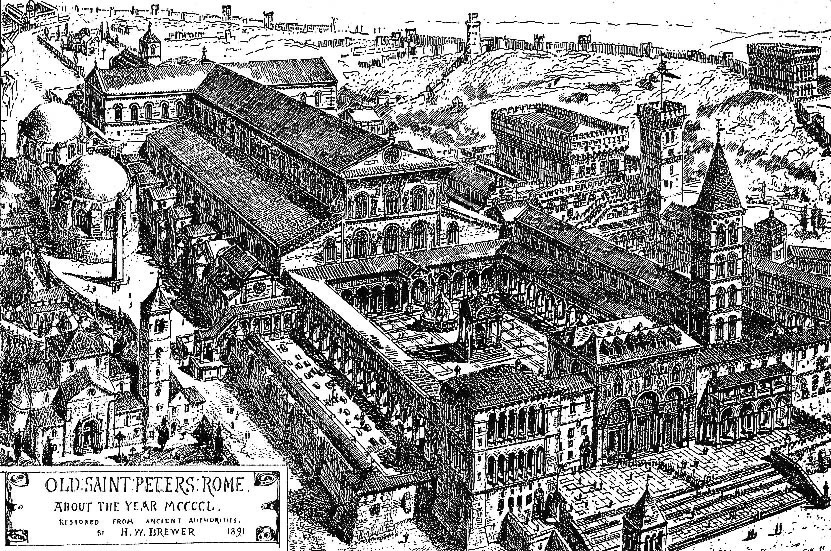
Schiţă cu vechea bazilică Sf. Petru din Vatican

## Istoric
Construcția a început la ordinul împăratului roman Constantin cel Mare, între 318 și 322, și a durat aproape 30 de ani să se finalizeze. În timpul următoarelor 12 secole, basilica crește în importanță, devenind un loc de importanță majoră a pelerinajului.
Încoronările papale erau ținute în bazilică, iar în anul 800, Carol cel Mare a fost încoronat aici, împărat al Sfântului Imperiu Roman.
În secolul XV basilica se afla într-o stare degradată, discutându-se restaurarea acesteia începând cu reîntoarcerea papei din Exilul de la Avignon. Două persoane implicate în restaurarea acesteia au fost Leon Battista Alberti și Bernardo Rossellino.

## Galerie de imagini

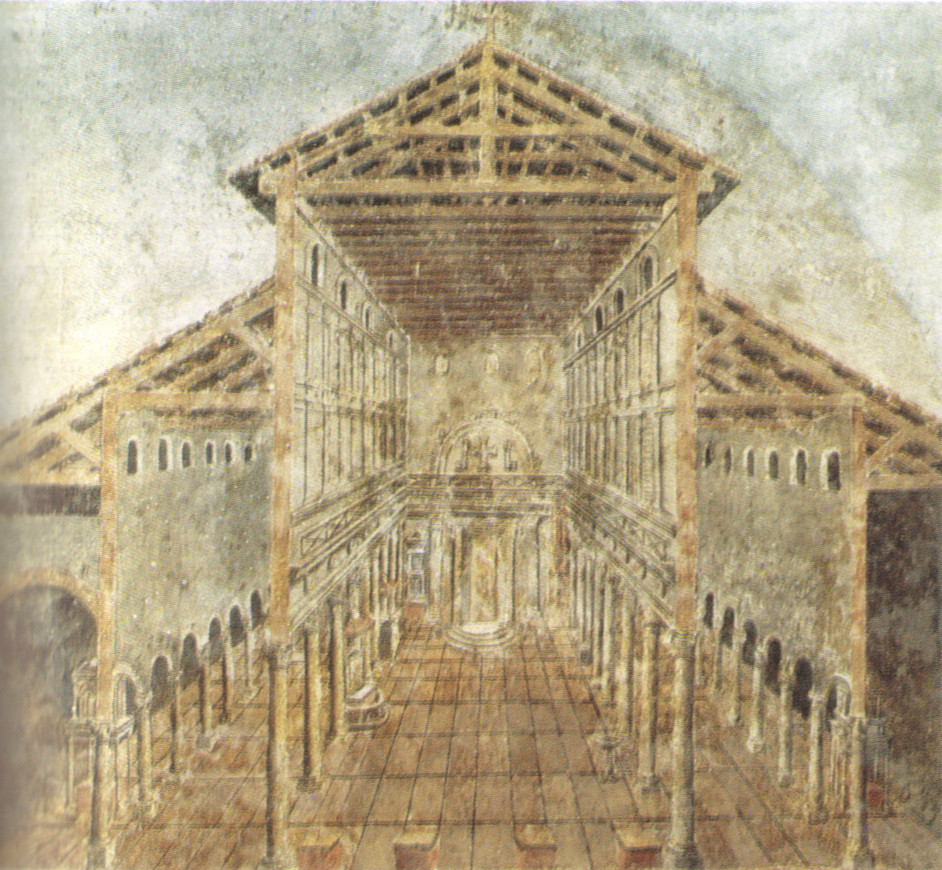
Frescă a vechii bazilici așa cum se presupune a fi arătat în secolul IV
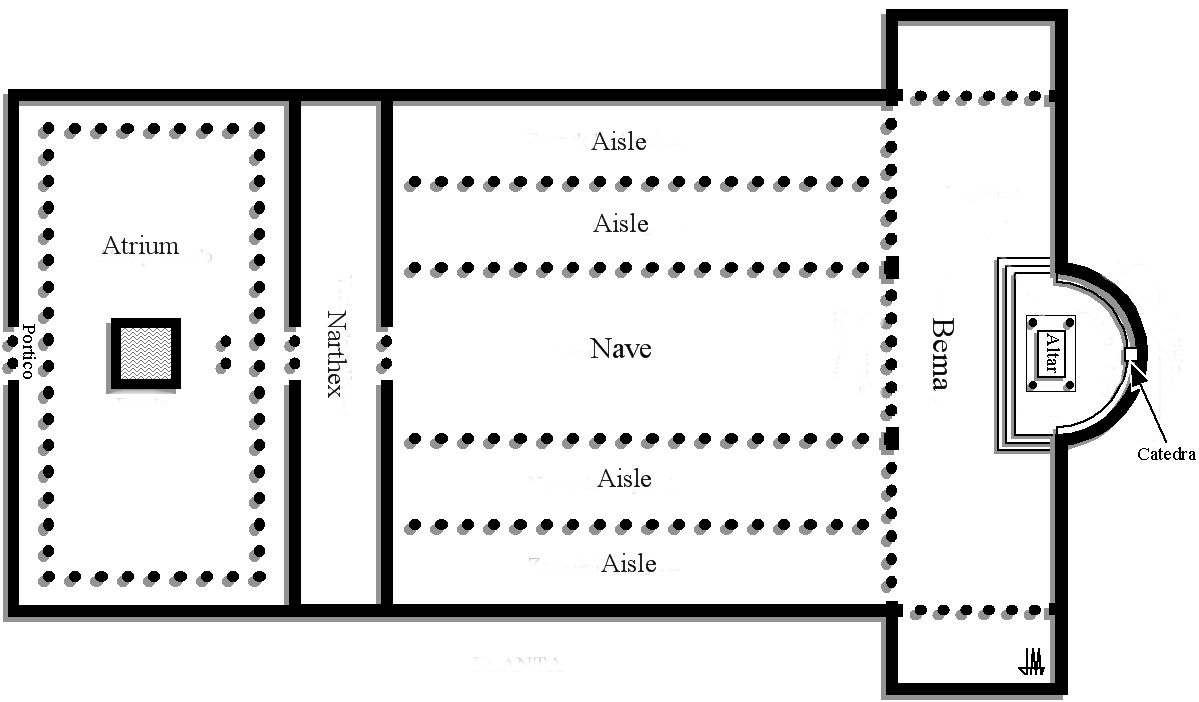
Planul bazilicii vechi